# 감동 아이 러브 아이
《감동 아이 러브 아이》는 1998년 9월 29일부터 1999년 2월 26일까지 SBS TV에 방송된 예능 프로그램이다.